# 분교촌
분교촌(分校村)은 이시카와현 에누마군에 있던 촌이다.

## 지리
- 현재 가가시 동부, 에누마 평야의 동부에 위치.
- 다카쓰카 지구 내에는 호쿠리쿠 본선이 지나고 있다.
- 당시 주요 산업은 농업과 기와 제조였다.

## 역사
- 1889년 4월 1일 - 정촌제 시행에 의해 4개 촌의 구역을 가지고 성립하였다.
- 1954년 11월 3일 - 구 이부리하시정과 합병해 새로운 이부리하시정이 성립하여 동 이름으로 계승되었다.